# Matti Vanhanen
Matti Vanhanen (Jyväskylä, 4 de novembro de 1955) é um político finlandês, foi primeiro-ministro de seu país de 24 de junho de 2003 até 21 de junho de 2010.